# Trolejbusová doprava v Greizu
Jedním z měst v Německu, kde byla v provozu trolejbusová doprava, bylo i durynské město Greiz nacházející se poblíž saského Plavna.
O výstavbě trolejbusové trati v Greizu bylo rozhodnuto během druhé světové války. Práce započaly, ale vzhledem k nedostatku materiálů a pracovních sil byla trať zprovozněna až po skončení války, 21. září 1945. Jednalo se o 3,9 km dlouhý úsek mezi městskými částmi St. Adelheid a Tannendorf. K dispozici byly tři trolejbusy MAN. Již následujícího roku byla jediná greizská trolejbusová trať prodloužena. Nejdříve se tomu tak stalo v létě 1946 (2,4 km tratě do čtvrtě Dölau) a následně na podzim téhož roku (úsek o délce 3,4 km do saského městečka Elsterberg), čímž byl veškerý stavební vývoj trolejbusové sítě v Greizu ukončen. V první polovině 50. let byl vozový park doplněn o dva vozy značky Lowa, ve druhé polovině 50. let byly zakoupeny dva trolejbusy Škoda 8Tr a v polovině 60. let byl vozový park doplněn o jednu Škodu 9Tr a jeden ojetý vůz Lowa z Gery. Protože ale trať již po více než dvacetiletém používání potřebovala větší opravy, rozhodl se místní dopravní podnik elektrickou nekolejovou trakci v Greizu zrušit. Poslední trolejbusy tak vyjely na linku 11. července 1969, část vozidel byla odprodána jiným provozovatelům.